# Padre Pio (2022)
Padre Pio ist ein Filmdrama von Abel Ferrara, das am 2. September 2022 bei den Internationalen Filmfestspielen von Venedig seine Premiere feierte. Die Filmbiografie spielt in der ersten Hälfte des 20. Jahrhunderts und erzählt von Pater Pio in jungen Jahren, der später zu einem der beliebtesten Heiligen Italiens avancierte.

## Handlung
In seinen jungen Jahren ist Pio ein „mystischer und fiebriger“ Kapuzinermönch. Er lebt in der Kleinstadt San Giovanni Rotondo im Süden Italiens und wird Zeuge des Ersten Weltkriegs. Junge italienische Soldaten kehren nach Ende des Krieges zurück. Die Männer sind gebrochen, ihre Familien verzweifelt. Die Gegend wird von der Kirche und wohlhabenden Grundbesitzern beherrscht. Es herrscht Armut sowie eine Tradition von Gewalt und Unterwerfung. Während Pio seinen Dienst versieht, erschüttert ein Massaker am Vorabend der ersten freien Wahlen in Italien das Land. Dieses Ereignis verändert den Lauf der Geschichte.

## Biografisches

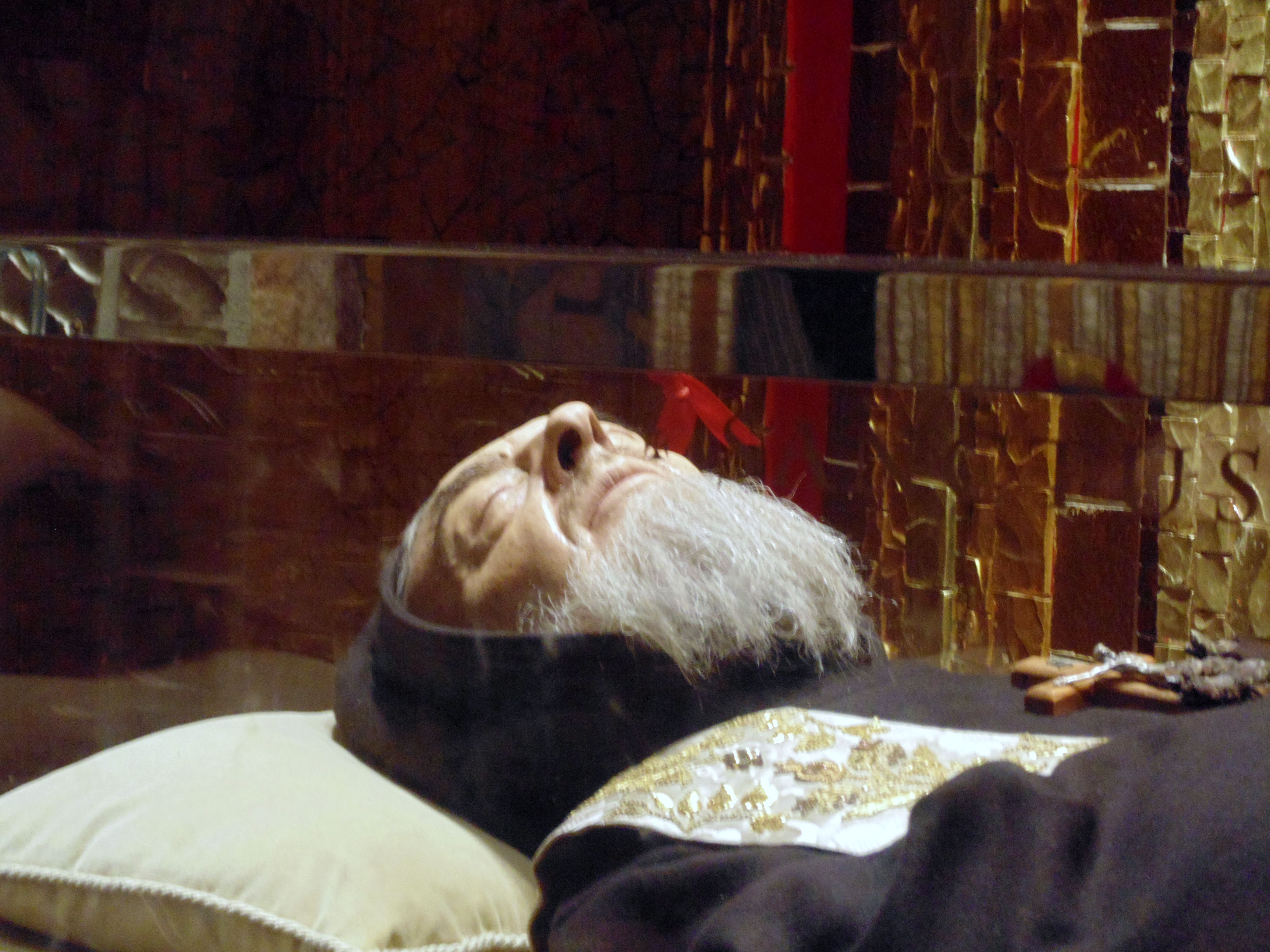
Pater Pio wurde 2002 heilig gesprochen

Pater Pio war ein italienischer Mönch, erlangte unter den katholischen Gläubigen einen Status, ähnlich dem eines Rockstars und avancierte später zu einem der beliebtesten Heiligen Italiens. Sein ganzes Leben lang hat der Kapuziner, der mit bürgerlichem Namen Francesco Forgione hieß, sowohl Hingabe bewiesen, als auch Kontroversen hervorgerufen und die Gläubigen wachgerüttelt. Viele glaubten, er habe Stigmata gehabt, die die Wunden der Kreuzigung Christi verdeutlichen. Pater Pio starb 1968 im Alter von 81 Jahren. Im Jahr 1999 wurde er von Papst Johannes Paul II. selig- und 2002 heiliggesprochen. Im Jahr 2008 wurde der Leichnam Pater Pios exhumiert, und die sterblichen Überreste wurden in der Krypta der Klosterkirche Santa Maria delle Grazie zur Verehrung in einen gläsernen Reliquienschrein gelegt. Sein Gesicht wird von einer Silikonmaske verdeckt, die auch die buschigen Augenbrauen und den Bart nachbildet.

## Produktion

### Regie und Drehbuch
Regie führte Abel Ferrara, der gemeinsam mit Maurizio Braucci auch das Drehbuch schrieb, der zuvor als Autor für Gomorrha – Reise in das Reich der Camorra, Paranza – Der Clan der Kinder, Martin Eden und L’envol arbeitete. Das Drehbuch ist von der Korrespondenz von Pater Pio, der zwischen San Marco La Catola und San Giovanni Rotondo reiste, inspiriert. Diese Briefe hätten die Schönheit der Schriften von Baudelaire und Pier Paolo Pasolini, so der Regisseur. Das Interesse an dem heiliggesprochenen Pater Pio hänge auch mit seinem italienischen Großvater Abele zusammen. Beide seien im selben Jahr, 1887, zur Welt gekommen, und beide hätten die Schwierigkeiten und die Armut des Ersten Weltkriegs erlebt. Pater Pio ist zudem nicht weit vom Geburtsort seines Großvaters in der süditalienischen Region Kampanien geboren worden. Erstmals hatte Ferrara von seinem Vater von dem Heiligen gehört, als er als Junge eine Kirche in New York besuchte, in der eine Statue des Mönchs stand. Ihm sei klar gewesen, dass er seinen Film nur an einem mystischen und mythischen Ort wie diesem machen konnte.

### Dreharbeiten und Kostüme

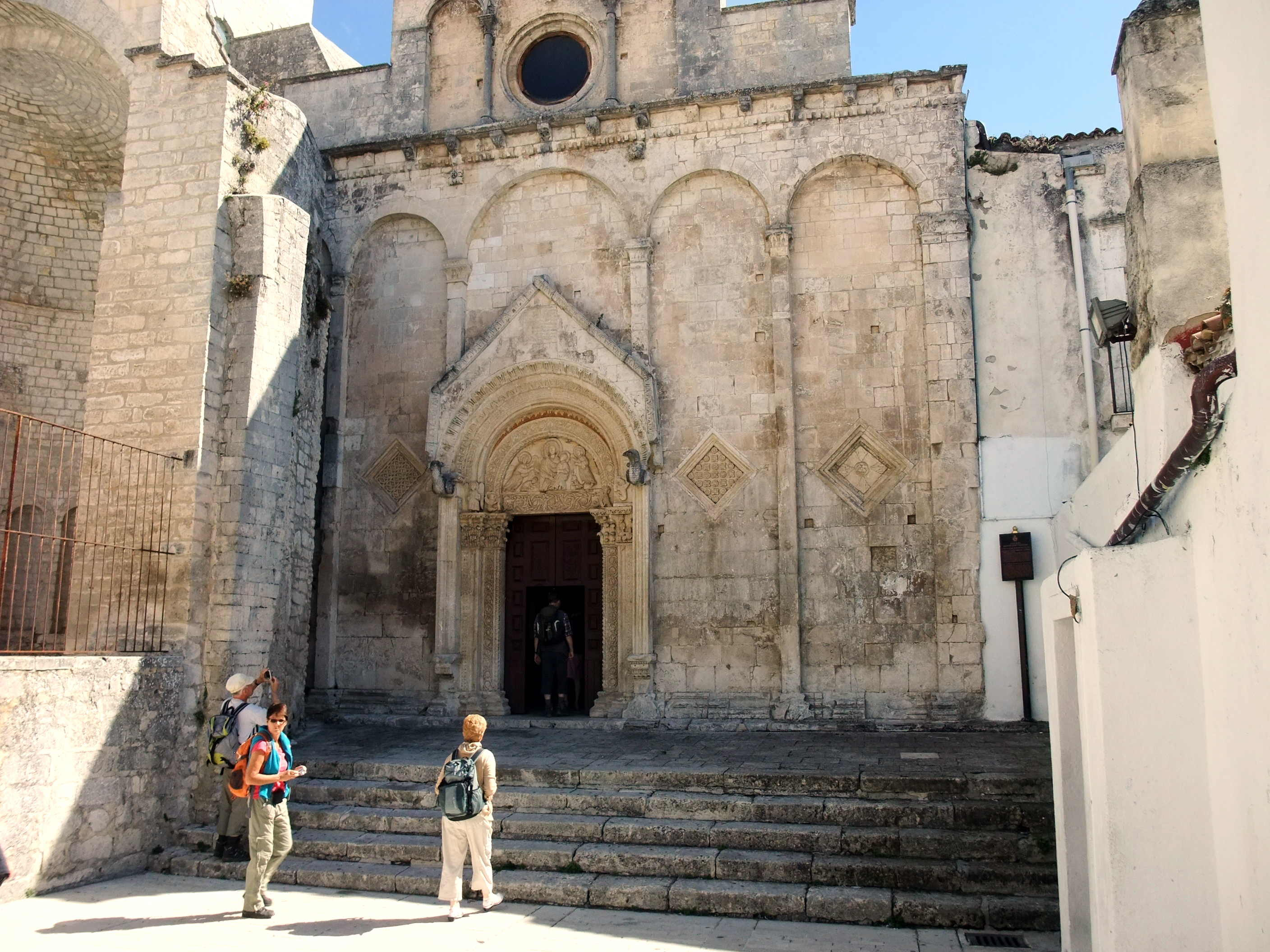
Die Fassade der Kirche Santa Maria Maggiore, die einer der Drehorte war

Als Kulisse für seinen Film wählte Ferrara daher die italienische Küstenstadt Monte Sant’Angelo. Dort drehte man unter anderem in den Gassen im Viertel Junno, in der Kirche Santa Maria Maggiore und in den Gassen rund um die Wallfahrtskirche San Michele, die zum UNESCO-Weltkulturerbe gehört, einschließlich der Heiligen Treppe, auf der sich Pilger für gewöhnlich auf Knien bewegen. Tommaso Ortino gestaltete diese Orte als historische Rekonstruktion von San Giovanni Rotondo in der Zeit von 1920 um. Hier starb Pater Pio im September 1968. Ein weiterer Drehort war das Kloster San Marco la Catola, wo Padre Pio einige Zeit lebte. Einige Wochen entstanden zudem Aufnahmen in der nahegelegenen Abtei von Pulsano. Der Regisseur hatte diese fünf Jahren vor Drehbeginn entdeckt und wollte Padre Pio unbedingt dort drehen. Als Kameramann fungierte Alessandro Abate.
Die Kostüme stammen von Antonella Cannarozzi, die für ihre Arbeit für I Am Love von Luca Guadagnino für einen Oscar nominiert war.

### Besetzung

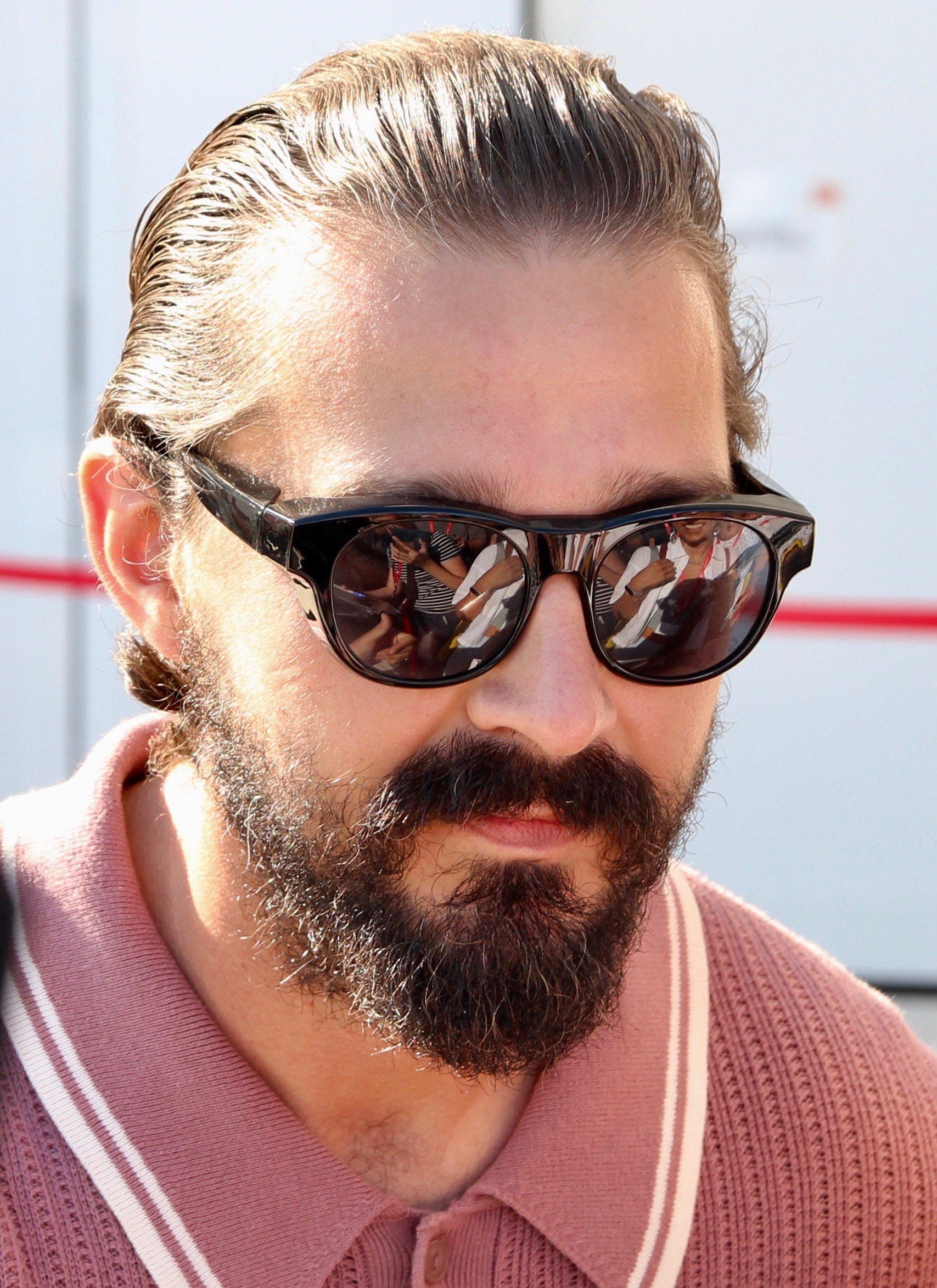
Shia LaBeouf, hier bei der Premiere in Venedig, spielt in der Titelrolle Padre Pio

Die Titelrolle wurde mit Shia LaBeouf besetzt, der im Jahr 2014 zum Christentum konvertierte. Vor den Dreharbeiten verbrachte er vier Monate in einem Kloster in den Bergen Kaliforniens. Dort lebte er zusammen mit Franziskaner-Kapuziner-Mönchen, die ihm nach seinen Aussagen halfen, „sich von weltlichen Begierden zu lösen“. Für eine weitere Rolle war Willem Dafoe vorgesehen, der in der Vergangenheit viele Male mit Ferrara zusammenarbeitete und ebenfalls in Rom lebt. Der Rest der Besetzung besteht vollständig aus italienischen Schauspielern wie Ignazio Oliva, Brando Pacitto, Marco Leonardi, Luca Lionello, Martina Gatti, Carla De Girolamo, Alessandro Cremona, Michelangelo Dalisi und Roberta Mattei. Wie in seinen letzten Filmen Siberia und Zeros and Ones erhielt auch Anna Ferrara, die Tochter des Regisseurs, eine kleine Rolle im Film.

### Veröffentlichung
Die Premiere war am 2. September 2022 bei den Internationalen Filmfestspielen von Venedig, wo Padre Pio in die Sektion Venice Days (Giornate degli Autori) eingeladen wurde. Im Oktober 2022 wurde Padre Pio beim Festival do Rio gezeigt.

## Rezeption

### Kritiken
Peter Bradshaw vom Guardian stellt sich die Frage, wo zwischen dem Krieg und den Neuwahlen in Italien, von denen Abel Ferrara erzählt, in seinem Film Pio bleibe. Ferrara stilisiere dessen Einsatz gegen offenkundige Ungerechtigkeit und seine Verbindungen zu den Faschisten lediglich und lasse Pio nur in seiner Unwürdigkeit und seinem Versagen, sich dem Bösen in der Welt zu stellen und sich dem Kriegsdienst entzogen zu haben, erscheinen, weswegen er sich schuldig fühlt. Bradshaw nennt Padre Pio einen seltsamen Film, doch in der Summe sei er, wie die anderen Filme Ferraras, in denen er von dem Bösen und von Gewalt und Besessenheit erzählt, interessant.

### Auszeichnungen
Internationale Filmfestspiele von Venedig 2022
- Nominierung in der Sektion Giornate degli Autori[3]